# Сеноро
Сеноро – виявлене на східному півострові індонезійського острова Сулавесі газоконденсатне родовище, яке належить до басейну Банггай-Сула.
Родовище відкрили у 1999 році на блоці Сеноро-Тоілі шляхом спорудження розвідувальної свердловини Senoro-1, яка показала на тестуванні результат у 0,4 млн м3 газу на добу. В подальшому розміри відкриття оцінили за допомогою ще п’яти свердловин, споруджених в 2000, 2001, 2005, 2007 та 2009 роках.
Поклади вуглеводнів родовища пов’язані із карбонатними відкладами міоцену, покрівлю для яких утворили моласи пліо-плейстоцену.
Розробка Сеноро певний час не могла бути розпочата через відсутність у регіоні газотранспортної інфраструктури. Втім, відкриття неподалік інших родовищ дозволило у підсумку реалізувати проект спорудження заводу зі зрідження природного газу Донггі-Сеноро ЗПГ, який став до ладу у 2015 році. Доставку видобутого ресурсу на завод організували за допомогою трубопроводу Донггі – Сеноро – DSLNG.
Запаси Сеноро первісно оцінили на рівні 12,8 млрд м3 газу та 9,6 млн барелів конденсату. Станом на кінець 2021 року запаси блоку Сеноро-Тоілі оцінювали у 24,6 млрд м3 (плюс втричі більше умовних ресурсів), при цьому на 2025-й планувався запуск в розробку родовища Сеноро-Південь. Добовий видобуток газу в 2020-му становив 9,5 млн м3 на добу, при цьому 80% спрямовувалось на завод ЗПГ (ще одним великим споживачем стало введене в експлуатацію у 2018 році підприємство з випуску аміаку компанії Panca Amara Utama). Також вилучають суттєві обсяги конденсату, так, в 2019-му цей показник склав 7,5 тисяч барелів на добу.
Розробку Сеноро веде Joint Operating Body Pertamina Medco E&P Tomori Sulawesi (JOB-PMTS), яке належить державній Pertamina (50%), приватній індонезійській MedcoEnergi (30%) та японській Mitsubishi (20%).